# Giuseppe Cambini
Giuseppe Maria Cambini (Liorna, 1746 – Bicêtre, prop de París, 1825) va ser un compositor i instrumentista italià. Dominava tant el violí i la viola com la flauta travessera.

## Vida
Poc es coneix de la seva vida de jove. Possiblement va estudiar violí amb Francesco Manfredini. Altres fonts citen que Cambini va estudiar amb Giovanni Battista Martini, també conegut com a Pare Martini, entre els anys 1763 i 1766. Aquest últim any va produir una òpera a Nàpols, però sense èxit. Després de ser segrestat juntament amb la que havia de ser la seva esposa quan el seu vaixell va ser pres per uns corsaris, un ric mercader de Venècia els va comprar com a esclaus, però va atorgar la llibertat a Cambini. S'estableix a París l'any 1768, on toca com a violí solista al Concert spirituel. És llavors quan coneix François-Joseph Gossec, el qual interpreta algunes de les simfonies del compositor italià. Cambini, a més, dona classes i publica mètodes de cant, violí i flauta.
Destaca per ser un compositor molt prolífic. En total, li són atribuïdes més de 600 publicacions d'obres instrumentals. Escriu més de 80
simfonies concertants i 174 quartets de corda – sovint anomenats com quatuors brillantes, o quartets brillants –, que van ser publicats entre 1773 i 1809. També compta amb gairebé 100 quintets de corda i 150 quartets de corda, a més de molta altra música de
cambra. De fet, Cambini va ser el violista d'un quartet – en el sentit concertístic modern de la paraula – de l'època format per toscans. Quan Pietro Nardini, provinent directament de l'escola de Tartini, retorna a Itàlia l'any 1766 des de Stuttgart, forma a Milà un quartet de corda amb ell mateix i Filippo Manfredi als violins, Cambini a la viola i Luigi Boccherini al violoncel. El quartet va estar en actiu fins al 1770, any en què es va dissoldre quan els seus membres es traslladen a altres llocs d'Europa, excepte Cambini, que es queda a París. El quartet va esdevenir referència per a la Itàlia instrumental compresa entre Llombardia i Toscana.
Tota aquesta informació sobre el quartet va ser documentada gràcies a un article de Cambini a l'Allgemeine musikalische Zeitung el 1804. També va escriure motets i oratoris, com El sacrifici d'Isaac (1774) o Joad (1775) i obres vocals profanes com els himnes à la Victoire, à l'Égalité i à l'Être suprême durant la Revolució Francesa. Des de 1776 Cambini va compondre obres per a l'escena per a l'Académie Royale, el Théâtre Beaujolais (1788-1791) i el Théâtre du Louvois (1791-1794); en aquests dos últims, també va treballar com a violinista i com a director. A més a més, sembla que, tal vegada sense voler, Cambini va inventar el quintet de vent tal com nosaltres el coneixem cap a finals del segle xviii. Atorga protagonisme per igual a cadascun dels cinc intèrprets, sobretot en el tercer quintet en Fa. Algunes de les seves obres van ser publicades per l'editorial Pleyel.
El 1786, la Société Olympique comptava amb 364 membres, 24 dels quals eren "associats lliures". Cambini constava com un d'ells en qualitat de compositor. Entre 1810 o 1811 va ser editor de la publicació de música Tablettes de Polymnie.
Els últims deu anys de la seva vida va passar-los a l'hospital de Bicêtre on va morir l'any 1825.

## Obres
| Primera Suite de Simfonies concertants per a varis instruments | Inclou simfonies concertants per a duo de flautes i per a flauta, violí i viola        | 1778                                |
| 3 Quintets de corda. Tercer llibre                             | Trois Quintetti pour deux violons, alto, violoncelle et basse                          | 1781                                |
| Segona Suite de Simfonies concertants per a varis instruments  | Inclou simfonies concertants per a duo de flautes, duo de violins i duo d'oboè i fagot | 1782 (excepte els dos últims, 1787) |

### Òperes
| Any       | Títol                                                                 | Actes                            | Estrena                                                                                     | Llibret                                   |
| --------- | --------------------------------------------------------------------- | -------------------------------- | ------------------------------------------------------------------------------------------- | ----------------------------------------- |
| 1776      | Rose et Carloman                                                      | 3 actes                          | 24 abril 1776, París, Comédie-Italienne                                                     | Alphonse Ducongé Dubreuil, «Rose d'amour» |
| 1784      | La Statue                                                             | 2 actes                          | 2 agost 1784, París, Hôtel de Montalembert                                                  | Marc-René de Montalembert                 |
| 1785-1786 | La Bergère de qualité                                                 | 3 actes                          | 24 gener 1786, París, Hôtel de Montalembert                                                 | Marc-René de Montalembert                 |
| 1788      | Le Tuteur avare                                                       | 3 actes                          | 1 març 1788 París, Théâtre des Beaujolais                                                   | Jean-Louis Gabiot de Salins               |
| 1788      | La Croisée                                                            | 2 actes                          | 26 abril 1788 París, Théâtre des Beaujolais                                                 |                                           |
| 1788      | Colas et Colette                                                      | 1 acte                           | 20 juny 1788, París, Théâtre des Beaujolais                                                 |                                           |
| 1788      | Le Bon Père                                                           | 1 acte                           | 18 octubre 1788, París, Théâtre des Beaujolais                                              | J.-F. Le Pitre                            |
| 1789      | La Prêtresse du soleil; ook bekend als Cora ou La Prêtresse du soleil | 3 actes                          | 26 març1789, París, Théâtre des Beaujolais                                                  | Jean-Louis Gabiot de Salins               |
| 1790      | La Revanche ou Les Deux Frères                                        | 3 actes                          | 12 juliol 1790, París, Théâtre des Beaujolais                                               | Paul Ulric Dubuisson                      |
| 1790      | Adèle et Edwin                                                        | 3 actes; versió revisada: 1 acte | 1790, París, Théâtre des Beaujolais; versió revisada: 19 agost 1791, París, Théâtre Louvois |                                           |
| 1791      | Nantilde et Dagobert[1]                                               | 3 actes                          | 1 octubre 1791, París, Théâtre Louvois                                                      | Pierre-Antoine-Augustine de Piis          |
| 1793      | Les Trois Gascons                                                     | 1 acte                           | 1 juliol 1793, París, Théâtre des Amis de la Patrie = Théâtre Louvois                       | dedicada a Nicolas Boindin                |
| 1798      | Encore un tuteur dupé                                                 | 1 acte                           | 22 febrer 1798, París, Théâtre Montansier                                                   | Pierre-J.-A. Roussel                      |

### Ballets
| Any  | Títol      | Actes   | Estrena                                         | Llibret                          | Coreografia |
| ---- | ---------- | ------- | ----------------------------------------------- | -------------------------------- | ----------- |
| 1776 | Les Romans | 3 actes | 2 agost 1776, París, Académie Royale de Musique | Louis-Charles-Michel de Bonneval |             |

### Música de cambra
- Quartets de corda, op. 1. 1773
- 12 Quartets de corda. Douze nouveaux quatour concertants pour deux violons, alto et violoncelle. 1782

- Six quatuors concertants per a dos violins, viola i violoncel, op. 3. 1776
- Six duos per a dues flautes, op. 11
- # D major
- # G major
- # A major
- # G major
- # C major
- # D major
- Six duos d'airs choisis dialogués et variés per a dos violins
- Six duos pour deux violins
- Six Sonatas per a flauta i violoncel (o fagot)

- Six Nouveaux Quatuors per a cordes

1. en re bémol majeur (Db major)
2. en fa majeur (F major)
3. en si bémol mineur (Bb menor)
4. en ré majeur (D major)
5. en sol majeur (G major)
6. en do majeur (C major)

- Trois Quintetti concertants. 1802

Quintetto per fiati - (Quintet de vent) No. 1 B major per a flauta, oboè, clarinet, fagot i trompa, op. 4 no. 1
1. Allegro maestoso
2. Larghetto cantabile
3. Rondo - Allegretto grazioso

Quintetto per fiati - (Quintet de vent) No. 2 D menor per a flauta, oboè, clarinet, fagot i trompa', op. 4 no. 2
1. Allegro espressivo
2. Larghetto sostenuto ma con moto
3. Presto ma non tanto

Quintetto per fiati - (Quintet de vent) No. 3 F major per a flauta, oboè, clarinet, fagot i trompa, op. 4 No. 3
1. Allegro maestoso
2. Larghetto sostenuto
3. Rondo - Allegro con brio

- Trois Quintette à vent - (Tres quintets de vent) per a flauta, oboè, clarinet, fagot i trompa', op. 8
- # Sol maggiore (G major)
- # Do maggiore (C major)
- # Si bemolle maggiore (Bb major)
- Trois Quintette à vent - flauta, oboè, clarinet, fagot i trompa, op. 9
- # Es major
- # F major
- # A major
- 2 Quintets en Re major per a dos violins, viola i dos violoncels
- 3 Quintets en F major per a dos violins, viola i dos violoncels (1781)
- 4 Quintets in C menor per a dos violins, viola i dos violoncels
- 5 Quintets in G major per a dos violins, viola i dos violoncels
- 7 Quintets in Bb major per a dos violins, viola i dos violoncels
- 15 Quintets in C menor per a dos violins, viola i dos violoncels
- 23 Quintets in G major per a dos violins, viola i dos violoncels
- 35 Quintets in B major per a dos violins, viola i dos violoncels
- 50 Quintets in E major per a dos violins, viola i dos violoncels
- Sei Quintetti per flauto, oboe, violino, viola e violoncello
- Sei Trii concertanti - per a flauta, violí i viola, op. 26 no. 1 - no. 6
- # D major
- # C major
- # Es major
- # G major
- # C major
- # D major
- Sei Trii per a flauta, oboè i fagot, op. 45 no. 1 - no. 6
- Trio per a dues flautes i violoncel, op.3-6
- Trios per a dos violins i violoncel, op. 15

### Obres per a orgue
- 1796 Préludes et points d'orgue dans tous les tons

### Mètodes
- Mètode per a la flauta travessera. Méthode pour la flûte traversiere. Inclou 20 àries per a dues flautes i 6 duets. 1795
- Nou mètode teòric i pràctic per a violí. Nouvelle méthode théorique et practique pour le violon. ca.1795